# FSO Warszawa
FSO Warszawa (Varšava) byl polský osobní automobil střední třídy, vyráběný podnikem FSO ve Varšavě v letech 1951 až 1973. Byla to licenční kopie sovětského vozu GAZ M20 Poběda. Během výroby v FSO byl upravován. Byl to první hromadně vyráběný polský osobní automobil po druhé světové válce. Automobil byl zpočátku osazen  řadovým čtyřválcovým zážehovým motorem M-20 o objemu 2 120 cm³ a s rozvodem SV, od roku 1962 se montovala i modernizovaná varianta S-21 s rozvodem OHV. Krouticí moment přenášela jednokotoučová suchá spojka, třístupňová manuální převodovka a kardanův hřídel na zadní nápravu. Od roku 1971 byla montována čtyřstupňová manuální převodovka. První Varšavy (M-20, 200, 201 a 202) měly čtyřdveřovou  karoserii fastback. Od roku 1958 vznikalo také provedení pick-up. V roce 1964 zastaralou karoserii fastback nahradilo provedení sedan, od roku 1965 se vyrábělo pětidveřové kombi. 
Na základě Varšavy se stavěly i speciální automobily: policejní, sanitky, dodávky, poštovní automobily. S využitím komponent Varšavy se vyráběly užitkové automobily Žuk a Nysa. Po dobu výroby Varšava prodělala několik modernizací, odrážejících se ve změnách číselného značení. Poslední Varšava sjela z výrobní linky 30. března 1973. Následovníkem se stal Polski Fiat 125p, jehož výroba začala v roce 1967. Za celou dobu výroby vzniklo 254 471 exemplářů, z nichž 72 834 šlo na vývoz.

## Historie

### Vznik
První plány na zahájení sériové produkce osobních automobilů v poválečném Polsku se vážou k roku 1946, kdy byla v Centrálním plánovacím úřadě ustavena komise k problematice polského automobilového průmyslu.

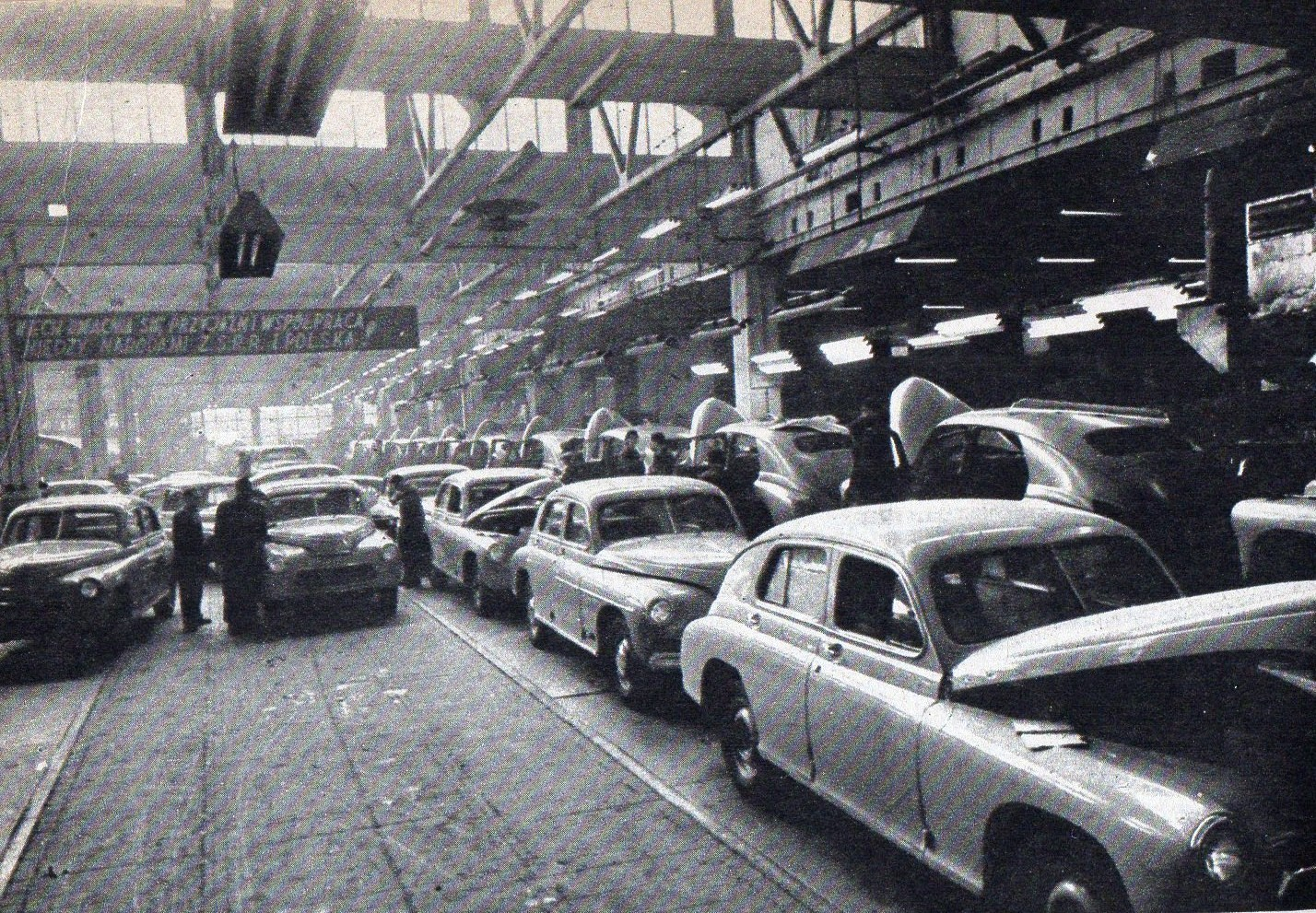
Montážní linka během prvních let výroby

Začátkem roku 1947 začala jednání s italským koncernem Fiat o nákupu licence k výrobě osobních automobilů. 27. prosince 1947 byla podepsána dohoda, podle které se Fiat zavázal vybudovat v Polsku výrobní závod. V něm se měl vyrábět typ Fiat 1100. Polská strana měla splácet licenci dodávkami uhlí, potravin a hutních a chemických výrobků. Práce na výstavbě továrny začaly v srpnu 1948. Několik měsíců poté ale byly práce přerušeny na pokyn Stalina, který prohlásil, že socialistické státy se musí podporovat vzájemně a nevyužívat pomoc kapitalistických států. Podle některých zdrojů byl jednou z příčin přerušení italsko-polské spolupráce začátek Marshallova plánu. V rámci něho dostala Itálie velké množství velmi levného uhlí z USA. Přitom za už dodané automobily zaplatilo Polsko podle dohody právě uhlím.
Sovětská strana předala Polsku dokumentaci a vybavení pro výrobu automobilu GAZ M20 Poběda. Za technickou dokumentaci zaplatili Poláci 130 milionů zlotých a za lisovací nástroje spolu s nářadím dalších 250 milionů zlotých. Plánované množství vyprodukovaných automobilů bylo 25 tisíc jednotek za rok. 25. ledna 1950 byla podepsána polsko-sovětská smlouva na výrobu automobilu GAZ M20 Poběda, v jejímž rámci sovětská strana poskytovala pomoc při projektování, stavbě, strojním vybavení továrny a rozběhu sériové výroby. Podle některých ruských zdrojů ale taková smlouva podepsána nebyla, protože v té době nebyl tento typ smluvních vztahů mezi socialistickými zeměmi obvyklý. To později umožnilo Polákům samostatně upravovat konstrukci vozidla. Ve skutečnosti byla Poběda, vyráběná od roku 1946 ve své době docela moderní vozidlo. Její samonosná karoserie, vytvořená v SSSR nebyla kopií žádného zahraničního vozidla a měla soudobou „pontonovou“ formu. Jedině zadní zakulacená část připomínala americké vozy počátku čtyřicátých let 20. století. Počítalo se s tím, že výroba začne na výročí VŘSR.

### Warszawa M-20

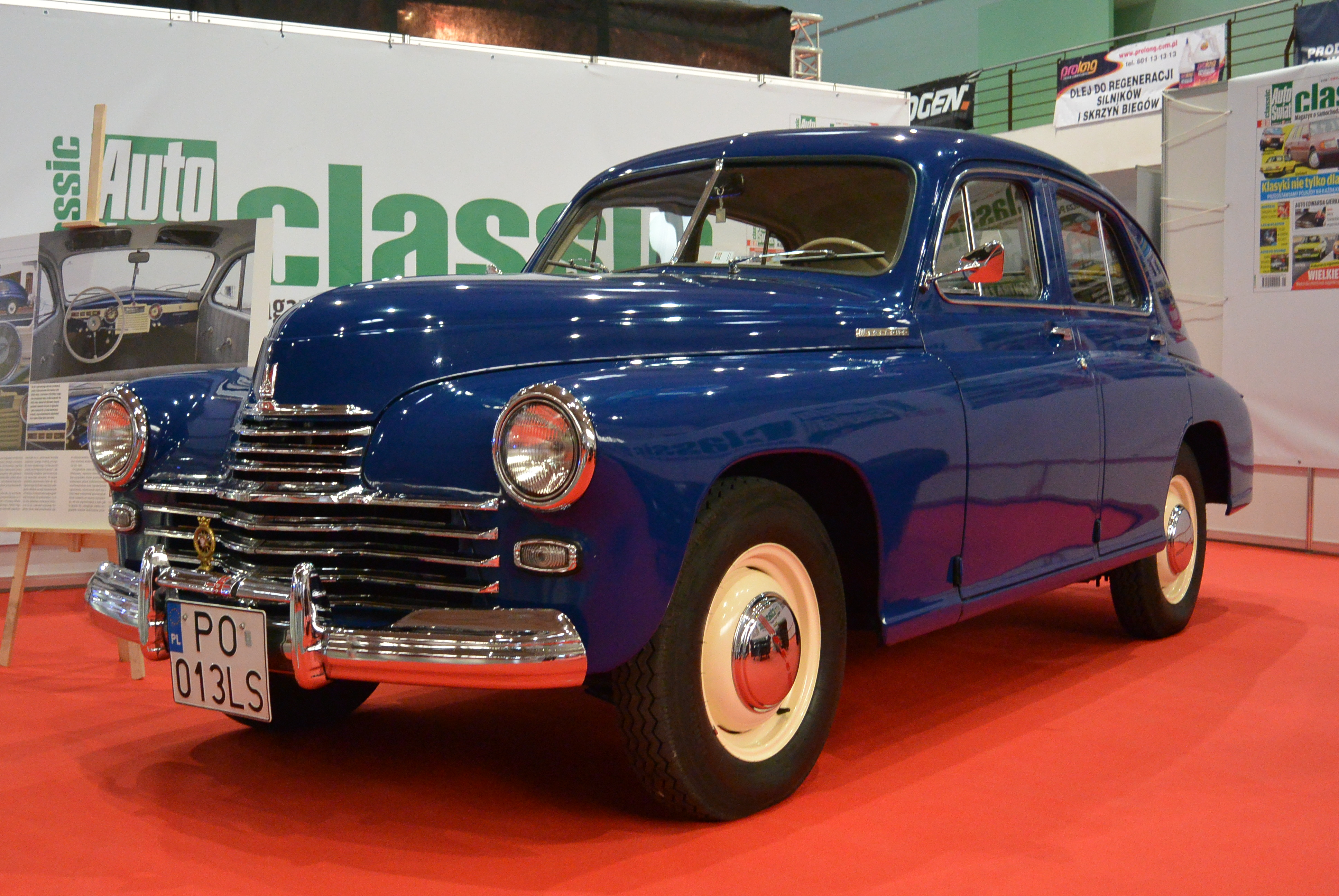
FSO Warszawa M-20 před faceliftem

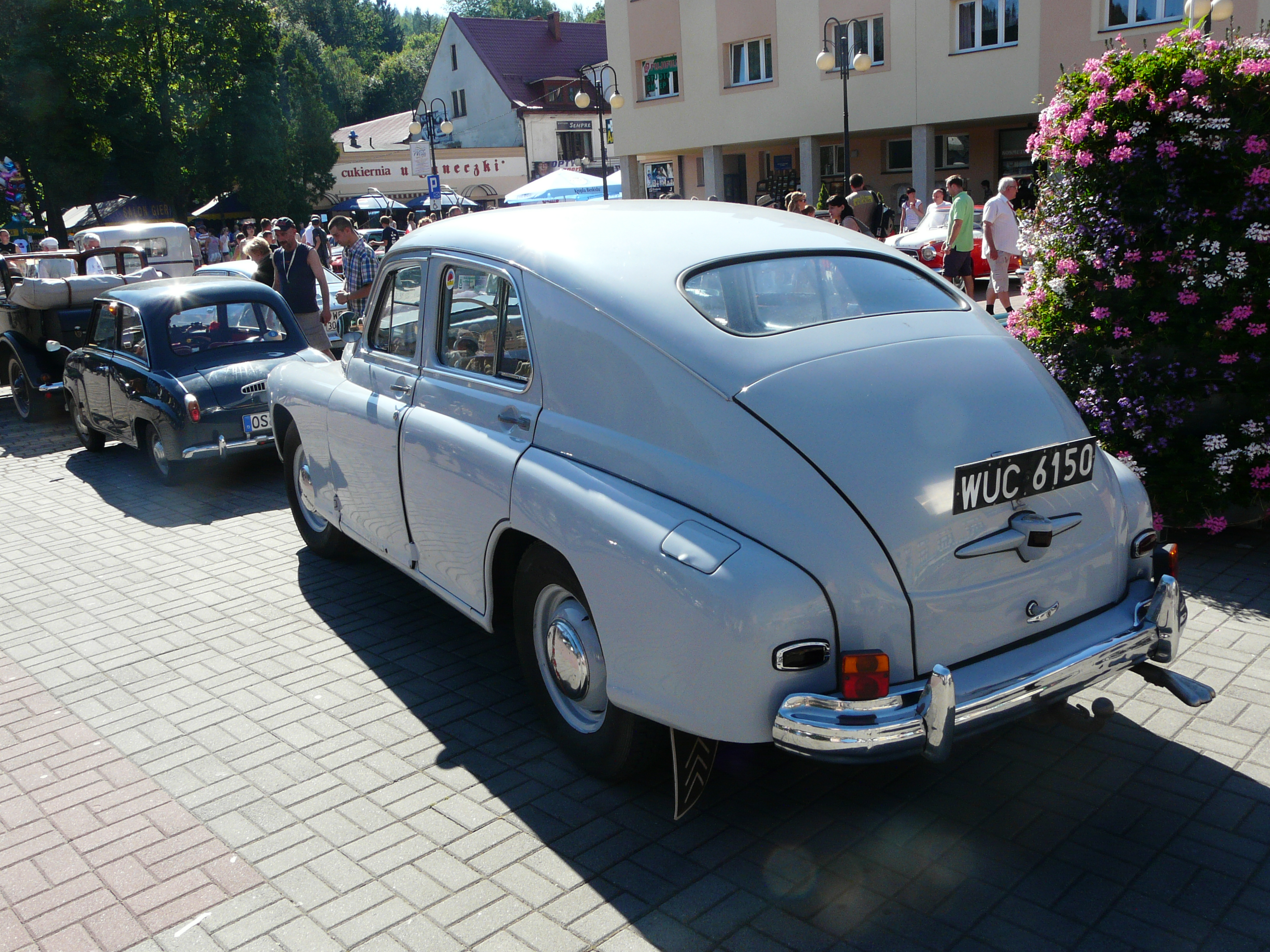
Pohled na FSO Warszawa zezadu

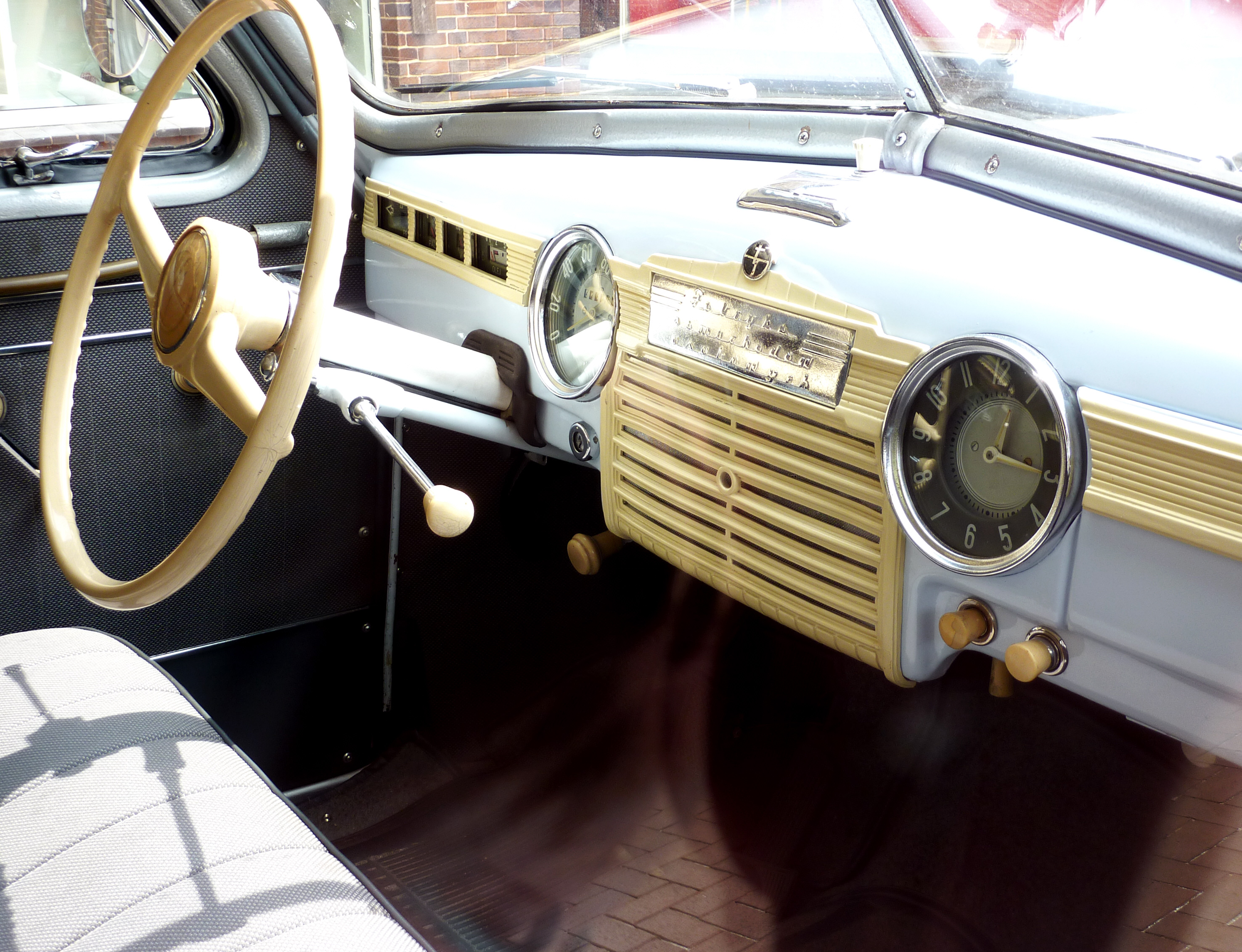
Přístrojová deska vozu FSO Warszawa

V říjnu 1950 sovětský závod GAZ předal do Polska výrobní dokumentaci, která byla přeložena z ruštiny a upravena podle polských zvyklostí. V druhé polovině roku 1951 přišlo ze Sovětského svazu 500 kompletů vozů k montáži.
První vozy Warszawa M-20, sestavené ze součástí dovezených ze SSSR sjely z montážní linky 6. listopadu 1951 ve 14:00. Zpočátku se předpokládalo vyrobit každý rok 25 000 vozů, ale na konci roku 1951 bylo hotových jen 75 kusů. Ani v následujících letech se nedařilo vyrábět plánované počty vozů. Už od počátku nebyly vozy montovány pouze ze sovětských dílů. Například motor M-20 byl už k 19. září 1953 kompletně vyroben z polských dílů. V březnu 1954 už byla hotová první karoserie z dílů lisovaných v Polsku a v červnu stejného roku začala masová produkce náprav, mechanismů řízení a spojovacích hřídelí. Už v roce 1954 byly exportovány první vozy. Zpočátku se exportovaly do Číny, Rumunska, Albánie a Bulharska. Předpokládalo se, že v roce 1955 bude vyrobeno 12 000 vozů, ale konečný počet byl třikrát menší. První vozy vyrobené výhradně z polských dílů, opustily závod v roce 1956.
Warszawa, stejně jako GAZ M20 měla samonosnou karoserii s pomocným rámem motoru. Řadový čtyřválcový motor o objemu 2 120 cm³ měl výkon 50 k (36,8 kW) a krouticí moment 122 Nm. Pohon zadních kol se uskutečňoval přes suchou jednokotoučovou spojku a třístupňovou manuálně řazenou převodovku. Přední kola byla nezávisle zavěšená. Zadní náprava byla tuhá, odpružená podélnými listovými pery a s tlumiči. Maximální rychlost vozu byla stanovena na 105 km/hod.
V roce 1956 začala konstrukce nové čtyřstupňové převodovky, ale pro problémy při realizaci byly práce zastaveny. Ve stejném roce začala také konstrukce nového motoru. Podle některých zdrojů byl jako vzor použit motor Etendard s objemem 2,1 litru z Renaultu Frégate. První prototyp motoru vznikl v roce 1958 a do sériové výroby se dostal v roce 1962. Nový motor byl označen S-21. Od začátku výroby vozu se také výrazně snížila hmotnost karoserie – na jednom voze se ušetřilo 114 kg oceli, 8,5 kg barevných kovů, 13 kg odlitků, 31 kg ocelových profilů a také 18,5 kg tmelu.

### Warszawa M20-57/ Warszawa 200

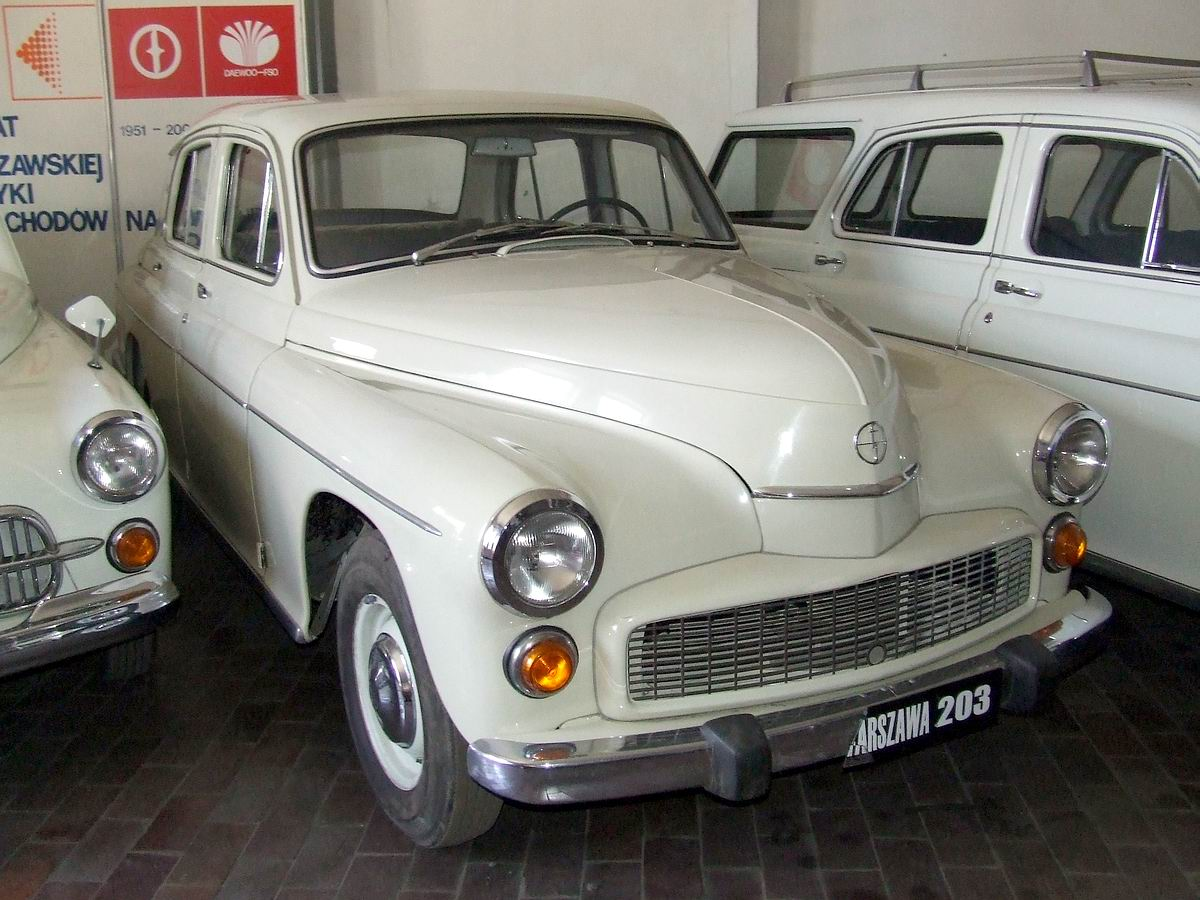
FSO Warszawa 203

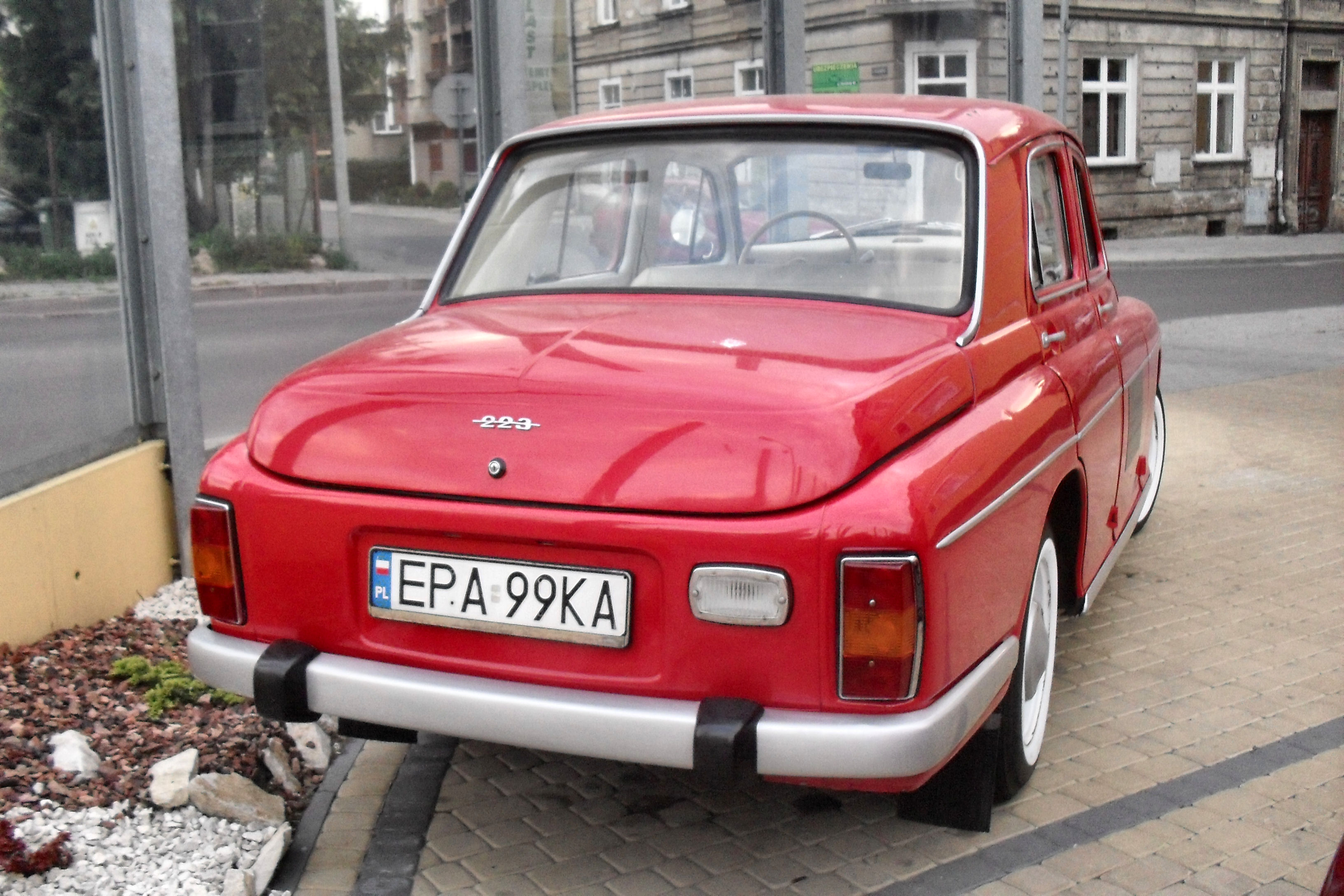
Zadní část verze Warszawa 223

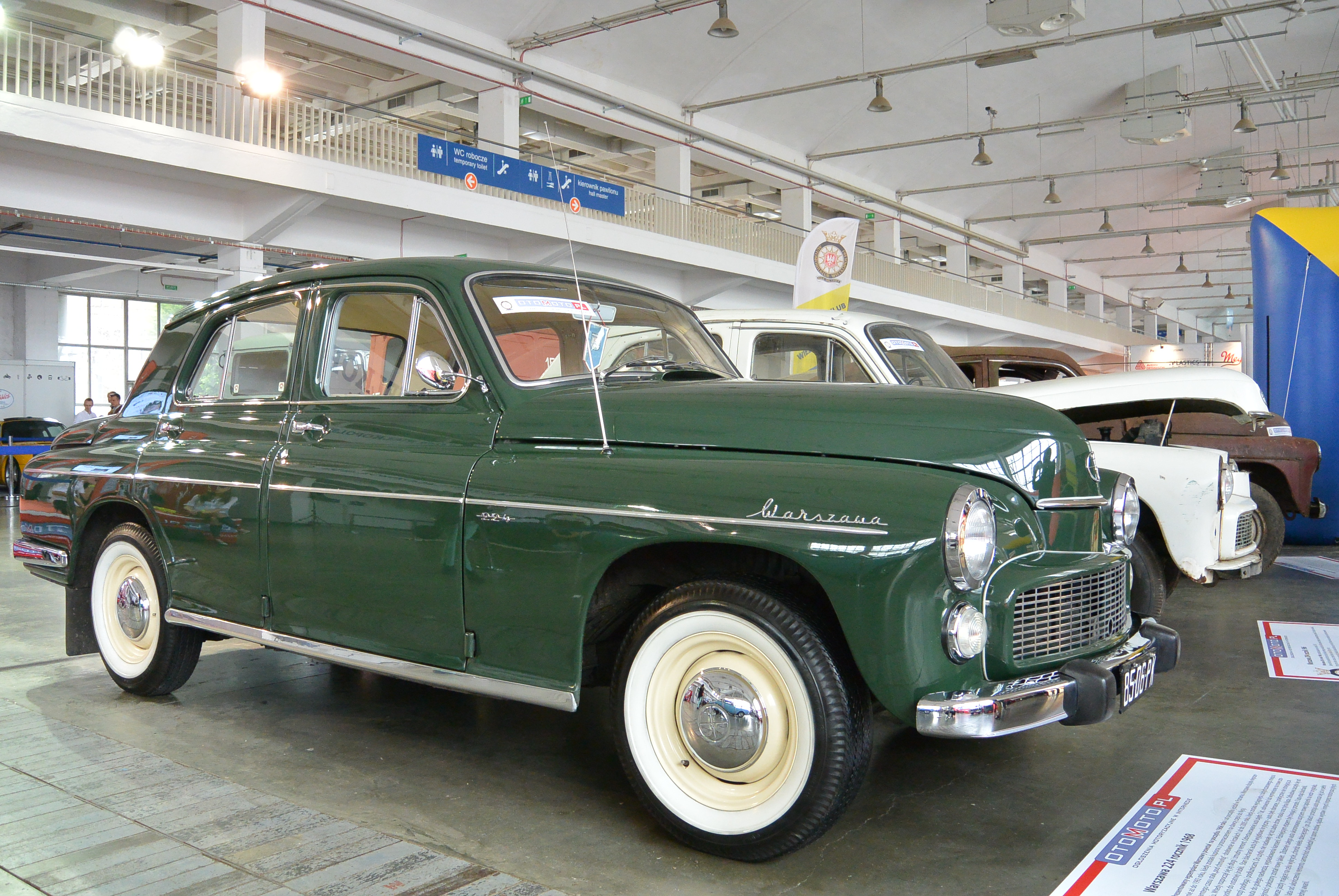
FSO Warszawa 224

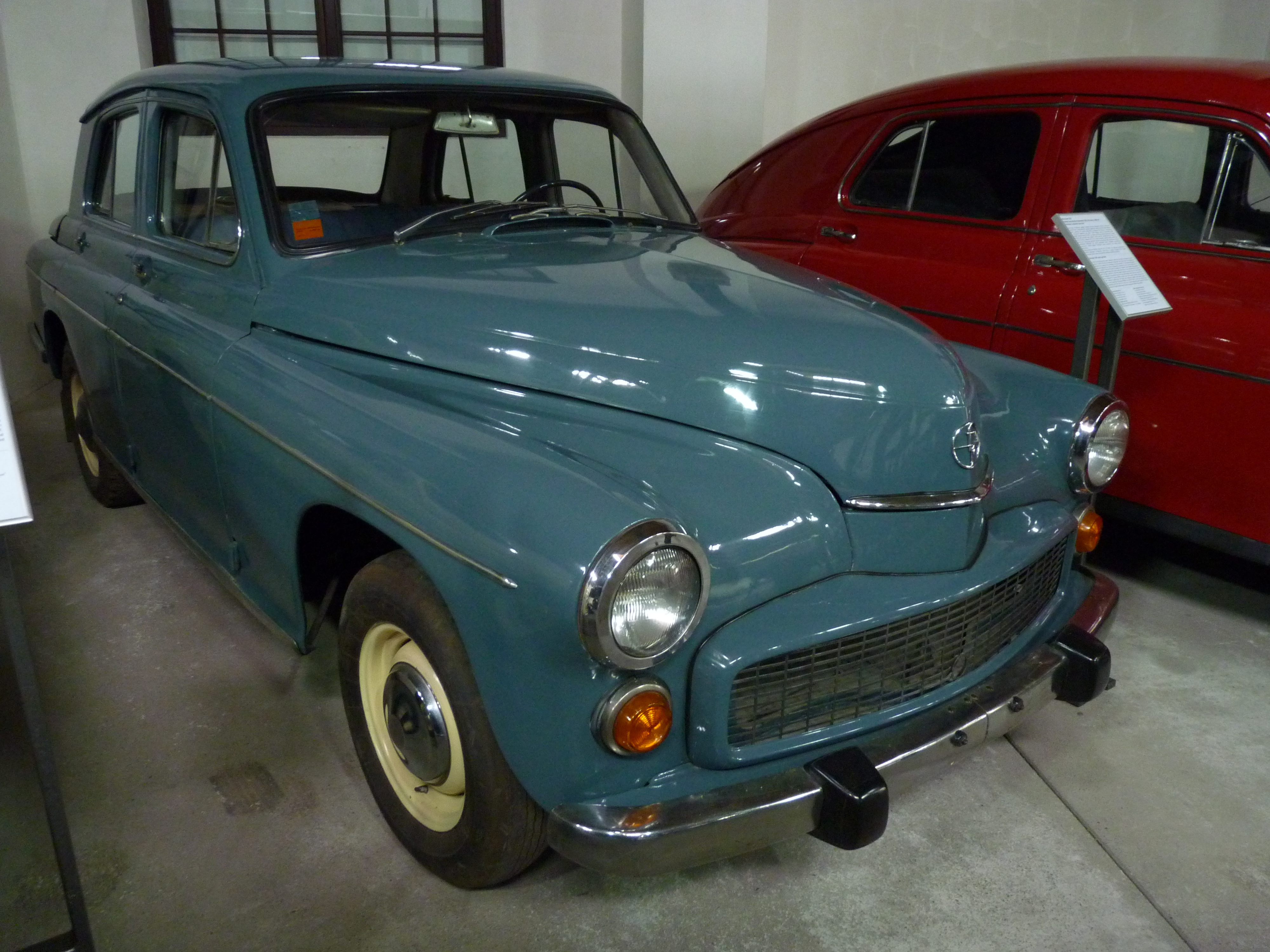
FSO Warszawa 223

První důkladná modernizace vozu proběhla v roce 1957 a nový model se vyráběl od 15. května toho roku. Nová verze byla zpočátku označována jako M20 model 57 a následně jako Warszawa 200. Automobil dostal modernější přední masku, boční lišty a také úhlednější reflektory. U motoru byl zvýšen stupeň komprese z 6,2:1 na 6,8:1, což umožnilo zvětšit krouticí moment a výkon motoru na 52 k (38,2 kW). Malé zvětšení výkonu ale umožnilo zvýšení maximální rychlosti na 115 km/h. Změny byly provedeny i uvnitř vozu, bylo použito dvoubarevné čalounění a nový volant. Od počátku výroby typu M20-57 se používalo i nové logo FSO.

### Warszawa 201 a 202
Následující verze Warszawy přišla do výroby v roce 1960 s označením 201. Zvnějšku se lišila novými zadními směrovými a brzdovými světly. Přední ukazatele směru byly nyní oranžové místo bílých a kruhového tvaru. V zavěšení předních kol byly nově teleskopické tlumiče. Průměr kol byl zmenšen z 16 na 15 palců. Motor byl vybaven novým karburátorem G35 BEJ polské výroby. Na typu 201 bylo přibližně 200 drobných technických změn. Týkaly se především elektrické soustavy, ve které byl použit nový startér s elektromagnetickou spouští (původní byl mechanický), dvourychlostní motorek stěračů a akumulátor s větší kapacitou. Vedle standardního provedení se nabízelo ještě provedení Lux. V roce 1962 se objevil model 202 s novým motorem S-21 o výkonu 70 k. Přímý převod měl poměr 4,55, což mělo pozitivní vliv na dynamiku vozu. Další změny na voze nebyly, typ 202 dosahoval maximální rychlosti 130 km/h.

### Warszawa 203/223 a 204/224
Na přelomu padesátých a šedesátých let 20. století už byly tvary karoserie vozu anachronické, takže bylo rozhodnuto o modernizaci. V roce 1961 byly připraveny a předvedeny tři prototypy s karoserií sedan. Prototyp byl zkonstruován Cezarem Nawrotem, za stavbu odpovídal Roman Skwarek a technickou dokumentaci připravovala skupina vedená Stanislawem Lukaszewiczem. První prototyp měl zadní sklo skloněné pod záporným úhlem. Nový model měl také odlišnou přední masku, nárazníky a nedělené ohnuté čelní sklo. Změny v salonu pro cestující se omezily na použití černé plastové vrchní části přístrojového panelu a nový kryt pod volantem. Sedáky byly komfortní, s povrchem z umělé kůže a látky. Nezávislé zavěšení předních kol bylo doplněno příčnými pákami nestejné délky, vinutými pružinami, teleskopickými tlumiči, montoval se příčný stabilizátor. Tuhá zadní náprava byla odpružená listovými pružinami a doplněna tlumiči. Řízení mělo šroubový posuv. Brzdová soustava byla hydraulická s bubnovými brzdami na obou nápravách. Tato verze byla ve výrobě od roku 1964, o rok později začala výroba kombi 203K/204K.
Od roku 1967 se do automobilů určený na export montovaly dieselové čtyřválcové motory Perkins 4.108 s objemem 1,76 litru a výkonem 51 k (37,5 kW). V roce 1968 po protestech firmy Peugeot se označení změnilo z 203/204 na 223/224. Počty ročně vyrobených vozů byly přibližně 15 až 18 tisíc. Čas potřebný na výrobu jednoho vozu se zkrátil z 240 na 219 hodin. Od roku 1970 se montovala čtyřstupňová synchronizovaná manuální převodovka s řadicí pákou na podlaze. Výroba automobilu Warszawa skončila 30. března 1973. Během výroby se na voze uskutečnilo více než 4 000 technických změn.
Barvy, ve kterých se vůz vyráběl, byly omezeny na odstíny bílé a šedé. Ke konci produkce už se užívalo více odstínů díky tomu, že byly k dispozici pro souběžně vyráběný Fiat 125p. Během produkce se také zlepšila ochrana před korozí.

## Užitkové verze

### Warszawa Pick-up

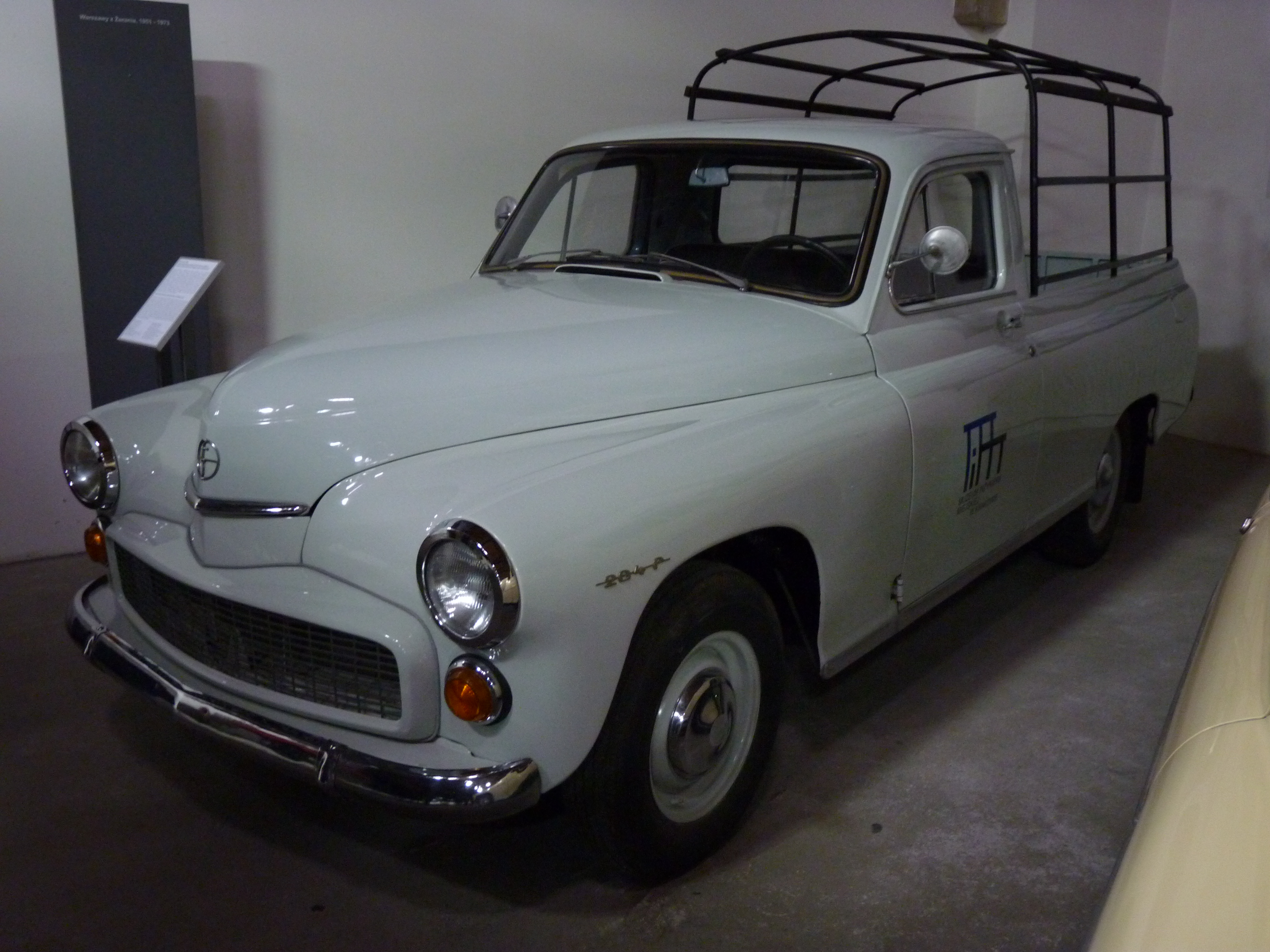
Pikap Warszawa 204 P

Impulz ke konstrukci pick-upu přišel zřejmě od polských cyklistů, kteří měli zájem o automobil, kterým by mohli převážet náhradní bicykly a vybavení. První experimentální prototyp vznikl pod vedením Stanislawa Lukaszewicze a byl předveden v červnu 1955 na Mezinárodním veletrhu v Poznani.
Konstrukce vycházela z provedení M-20, přední část karoserie i přední sedáky zůstaly beze změn. Rezerva byla přemístěna dovnitř automobilu. Prostor pro náklad byl vybaven zadním sklopným čelem. Podlaha nákladního prostoru byla z borových prken. Mimo to bylo možné nad nákladním prostorem natáhnout na ocelovém rámu plátěnou střechu. Prototyp byl vyzkoušen při Závodu míru v roce 1956. Protože o tento vůz byl v Polsku zájem, bylo rozhodnuto o sériové výrobě, která začala v roce 1958. Pick-up byl označován 200P (dále i 201P, 202P, 203P atd.) podle aktuálně vyráběné verze. Produkční verze se lišila od protypu širšími pneumatikami a zesíleným zavěšením zadních kol. Automobil mohl kromě dvou osob převážet 500 kg nákladu. Maximální rychlost verze 223P byla 120 km/h a 224P – 105 km/h. Na tachometru ale byl nápis s upozorněním, že při plném zatížení se nedoporučuje překročit rychlost 70 km/h. Každoročně se vyrábělo několik set vozů ve verzi pick-up.

### Warszawa Furgon
V roce 1960 začala také výroba furgonu, označeného Warszawa 201F. Tento model vycházel z pikapu, ale měl uzavřenou skříňovou karoserii. Palivová nádrž byla umístěna za sedadlem řidiče, rezerva vzadu pod podlahou, což umožnilo zvětšit nákladový prostor. Přístup do nákladového prostoru byl zezadu dvoudílnými horizontálně dělenými dveřmi. Vůz měl zesílené zavěšení kol, maximální nosnost byla 400 kg. Varianta s prosklenou zadní částí byla využívána jako sanitka. Od roku 1964 byly ve výrobě modernizované verze 203F a 204F. Modernizace se ale týkala jen přední části karoserie. V roce 1965 byla výroba furgonů ukončena a nahrazena kombi 203-K/204-K.

### Warszawa Kombi

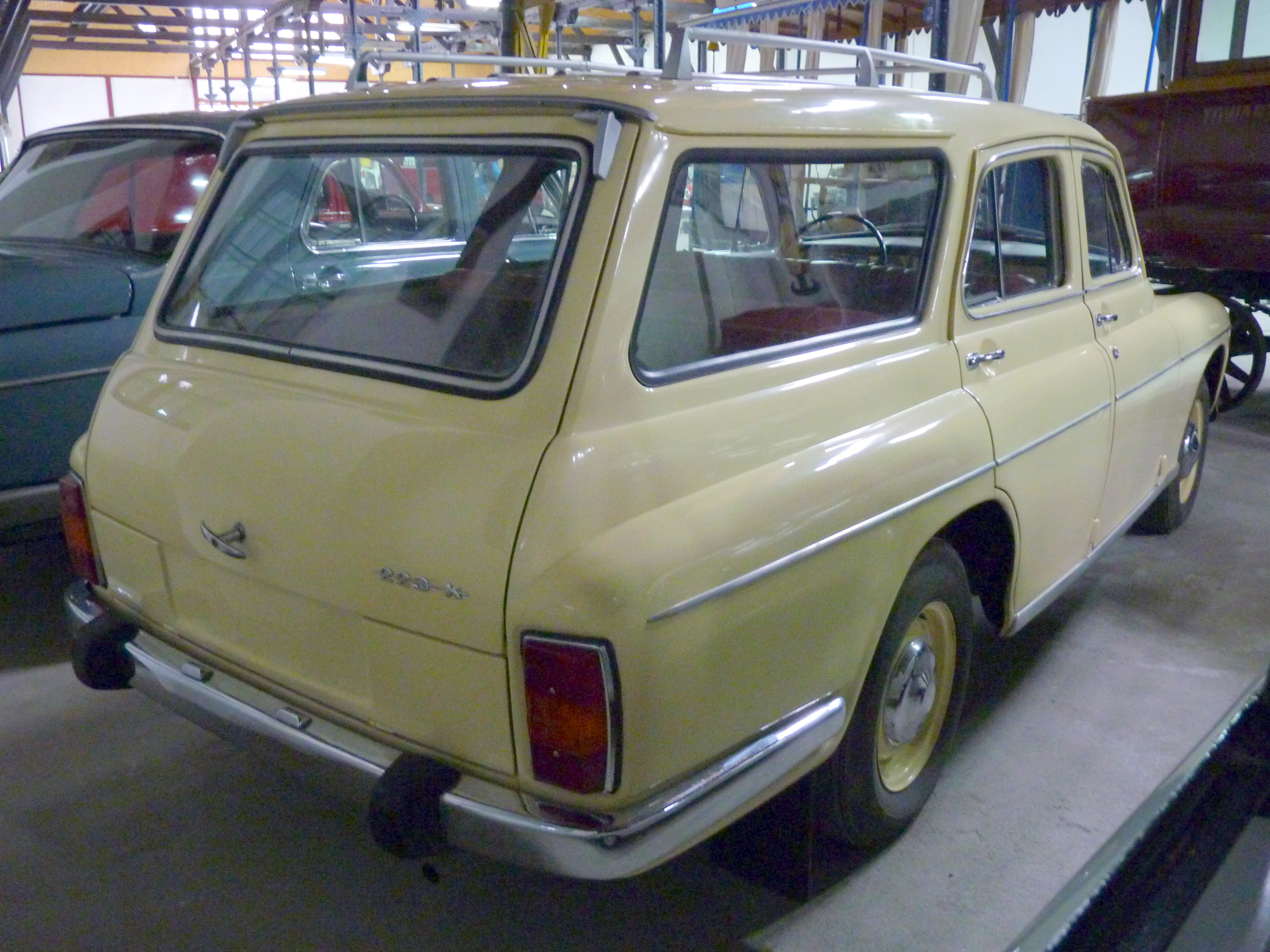
Kombi Warszawa 223 K

V červnu 1965 byly na Mezinárodním veletrhu v Poznani představeny automobily Warszawa Kombi. Nové modely byly označeny 203-K/204-K, později byly přeznačeny na 223-K/224-K. Do sériové výroby se dostaly ke konci roku 1965. Motory byly stejné jako u karoserie sedan, tedy S-21 u 203-K a M-20 u 204-K. Tři zadní sedadla byla sklopná pro možnost zvětšit zavazadlový prostor. Střecha byla prodloužena nad zavazadlový prostor a nad blatníky přibyla další okna. Kombi bylo standardně vybaveno střešním nosičem o nosnosti 40 kg. To bylo umožněno také zesíleným zavěšením kol a širšími pneumatikami. Zadní dveře byly horizontálně dělené. Horní část umožňovala přístup do zavazadlového prostoru a spodní, menší část zakrývala prostor k uložení nářadí a rezervy. Maximální rychlost byla u verze 223-K – 128 km/h a u verze 224-K – 115 km/h.

## Speciální verze

### Taxi
V červnu 1965 byla na Mezinárodním veletrhu v Poznani představena také verze Warszawa 203T. Podnětem pro její výrobu bylo časté používání různých verzí Warszawy jako taxíků. Změny oproti běžnému provedení spočívaly ve využití zavazadlového prostoru a signalizace TAXI. V salónu vozidla byla vpředu místo neděleného sedáku dvě samostatná sedadla, zadní sedadla byla sklopná pro možnost uložení dalších zavazadel. Zadní sedadla byla od předních oddělena prosklenou přepážkou. Dále byl ve voze zabudovaný taxametr a světelná signalizace obsazení vozu. Dodatečné vybavení vozu zvětšilo jeho hmotnost o 50 kg, což zvýšilo i spotřebu paliva. Tato verze nebyla příliš populární a byla brzy vyřazena z výroby.

### Automobil pro milici
Vznikla i speciální verze pro milici (policii). Hlídkový automobil vycházel ze standardního sedanu. Zvnějšku se lišil hlavně lakováním (bílý základ, modrý podélný pruh a nápisy Milicja nebo MO), modrým výstražným světlem na střeše a sirénou.
Poslední automobily pro milici byly předány koncem roku 1972. Není známý přesný počet vozů vyrobený v provedení pro milici.

### Vozidla rychlé lékařské pomoci
Vzhledem k nedostatečné nabídce sanitních automobilů z domácí produkce a nemožnosti dovozu ze zahraničí byl v roce 1956 postaven speciální automobil na základě vozu Warszawa M-20. Byl upraven prostor zadních sedadel a na střeše bylo umístěno výstražné světlo. Tato verze byla produkována pod označením Warszawa M20-S. Úpravami se zabýval specializovaný producent, nebyly prováděny ve výrobním závodě. Od roku 1960 byla produkována modernizovaná verze Warszawa 201S a od roku 1962 byl montován do verze 202S také modernější motor S-21. Vůz rychlé lékařské pomoci v karoserii fastback byl nepraktický, protože v omezeném prostoru bylo možné provádět jen nejjednodušší zdravotnické procedury. Výroba verzí 201S a 202S byla ukončena v roce 1963.
V roce 1962 byl od furgonů Warszawa 201F a 202F odvozen sanitní automobil Warszawa 202A s motorem S-21. Nebyla montována přepážka rozdělující vnitřní prostor automobilu, vpředu byla dvě samostatná sedadla. V zadní části bylo doplňkové osvětlení, nosítka, dva rozkládací sedáky a dýchací přístroj. Odpružení zadní nápravy bylo použito z osobní verze vozu, nikoli z dodávky. V roce 1964 začala výroba modernizované verze 203A. Modernizace karoserie se omezila jen na přední část vozu, bylo použito nedělené čelní sklo a nová čelní maska. Dodatečné vybavení zvětšilo hmotnost vozu o 50 kg, což mírně zvýšilo také spotřebu paliva. Maximální rychlost těchto vozů byla 120 km/h.
V roce 1967 byla od kombi 223-K/224-K odvozena sanitní verze 223A/224A. Uvnitř automobilu byl prostor pro nosítka a dvě místa pro zdravotnický personál. Vůz měl dodatečná boční výstražná světla, sirénu, radiostanici. Maximální rychlost této verze byla ve verzi 223A – 125 km/h a ve verzi 224A – 115 km/h.

### Poštovní automobil
Existovala také verze upravená pro poštu. Automobil vypadal jako kombi, ale neměl levé zadní dveře a okna v zadní části vozu byla zaplechovaná.

## Konstrukce odvozené od FSO Warszawa

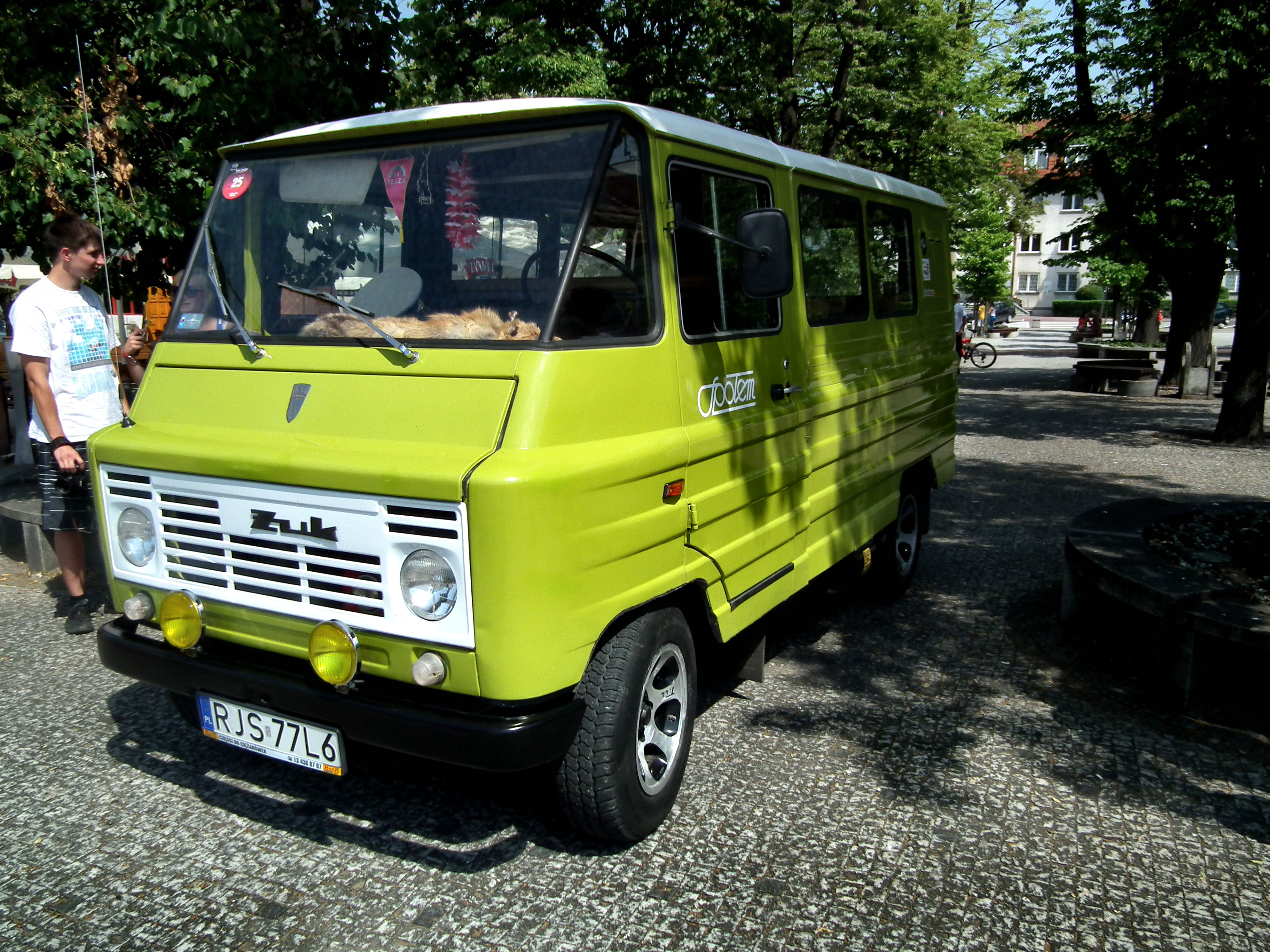
FSC Žuk A-07

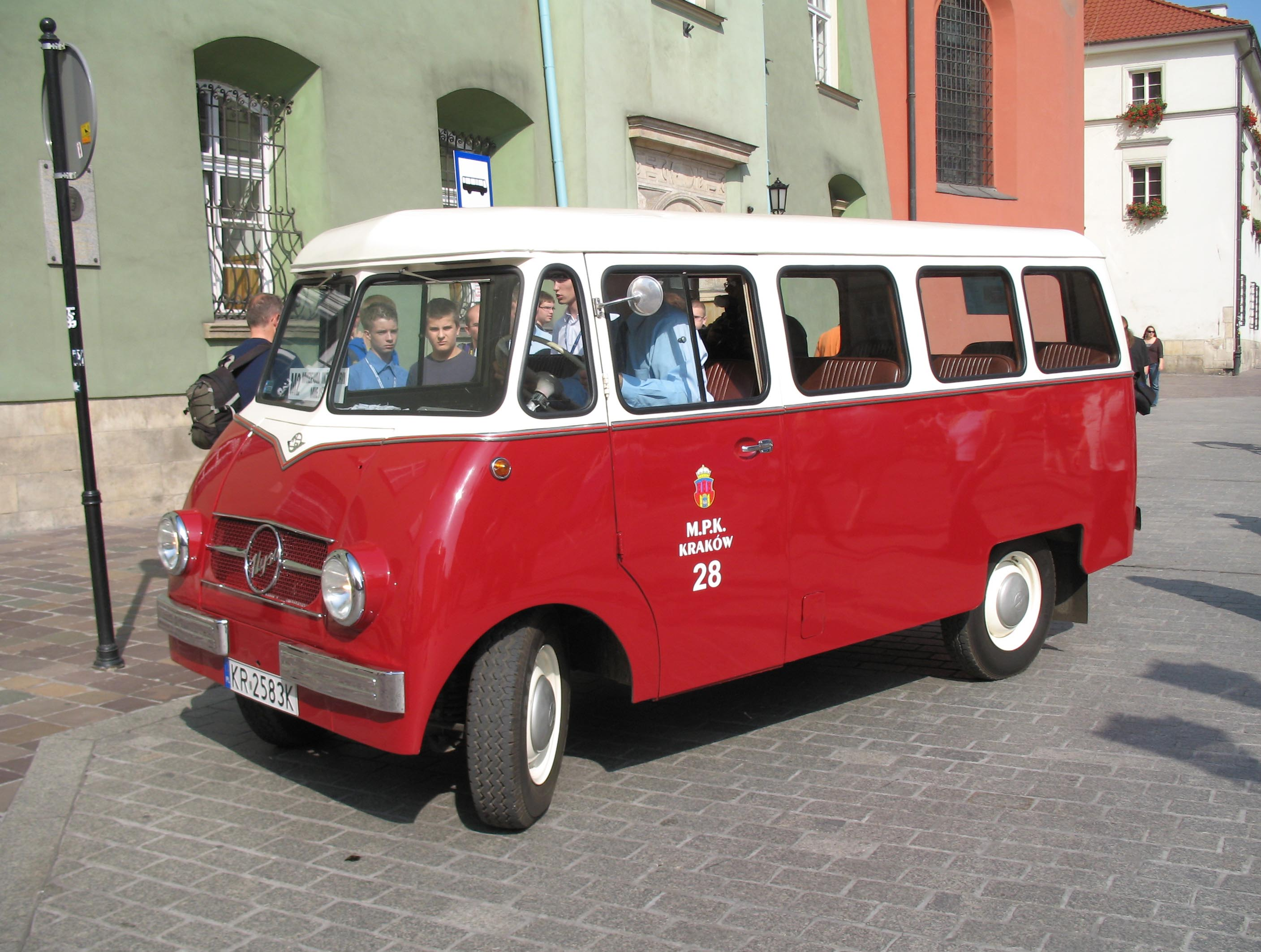
ZSD Nysa N-59M

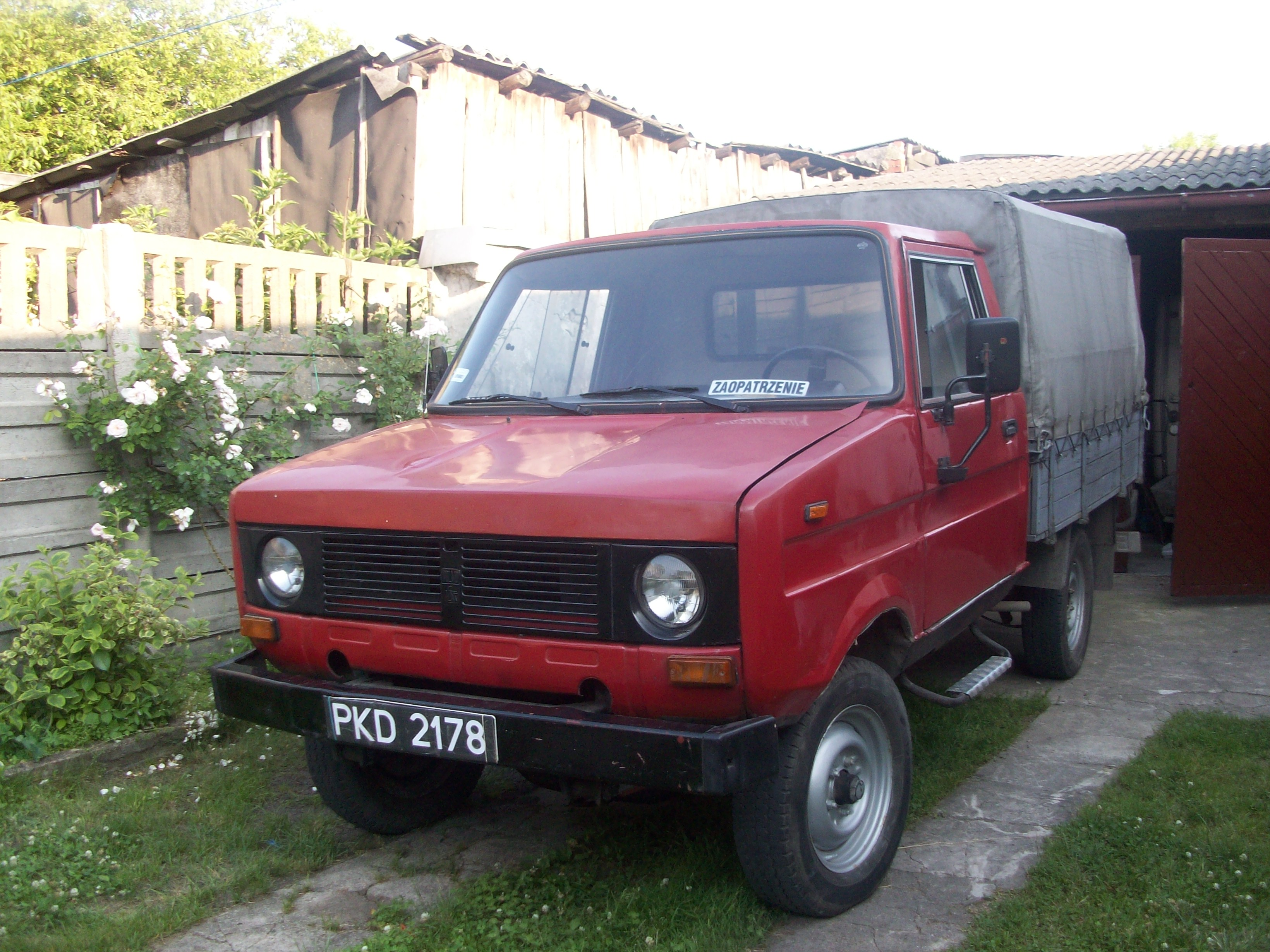
FSR Tarpan 239D

### FSC Žuk
V roce 1956 v lublinském podniku FSC (Fabryka Samochodów Ciężarowych) začaly práce na novém modelu, který měl zaplnit místo na polském automobilovém trhu. Během krátké doby byl zpracován projekt dodávkového automobilu, který využíval komponenty z vozu Warszawa M-20. Prototyp s názvem Žuk A 03 byl dokončen v roce 1957. V roce 1959 započala sériová produkce. Pohonnou jednotkou byl zpočátku motor M-20, později také S-21. Byla využita také většina komponent 12V elektroinstalace, zadní náprava, nezávislé zavěšení předních kol a bubnové brzdy. Použita byla také stejná třístupňová manuální převodovka. Později byla i do Žuka montována čtyřstupňová převodovka, jako do posledních verzí Warszawy. Novější ročníky Žuka mohly být vybaveny i motorem 4C90. Produkce byla ukončena až v roce 1998 po vyrobení 587 500 kusů.

### ZSD Nysa
Začátkem roku 1957 byla zadána příprava dodávkového automobilu konstruktérům automobilky FSO. Nezávisle na tom podobné práce začaly v březnu 1957 v továrně v Nyse. Varšavský projekt nebyl dokončen, ale samostatná konstrukce z Nysy (Nysa N57) se dostala do výroby v roce 1958. Během výroby bylo na voze provedeno několik modernizací. Tento vůz byl masivně exportován. Produkce byla ukončena v roce 1994, bylo vyrobeno 380 575 kusů.

### FSR Tarpan
Na počátku sedmdesátých let 20. století dostali konstruktéři zadání na automobil vhodný pro zemědělce. První konstrukce využívala některé díly vozítka Syrena. Ukázalo se, že s těmito díly není možné vhodný vůz zkonstruovat. Výsledná konstrukce využívala díly z Warszawy a Žuka a pod názvem FSR Tarpan se dostala do výroby v roce 1973. Byly použity motory, převodovka, nápravy a části elektrické výzbroje.